# Geneviève Boudreau
Geneviève Boudreau, née aux Îles-de-la-Madeleine, est une poète, nouvelliste et enseignante québécoise,.

## Biographie
Originaire des Îles-de-la-Madeleine, Geneviève Boudreau habite à Québec. Elle détient une maîtrise en études littéraires de l'Université Laval portant sur la poésie de Saint-Denys Garneau,. Elle est enseignante en littérature au Cégep de Sainte-Foy.
En poésie, elle publie Acquiescer au désordre (L'Hexagone, 2012), Le regard est une longue montée (L'Hexagone, 2015), Comme on tue son chien (Éditions du Noroît, 2017) ainsi que Si crue que tu pourrais y mordre (Éditions du Noroît, 2019). Geneviève Boudreau fait également paraître un recueil de nouvelles qui s'intitule La vie au-dehors (Éditions Boréal, 2019),,,.
Les thèmes centraux de ses oeuvres sont le temps, les lieux, la nature ainsi que le voyage.
Active sur la scène littéraire québécoise, elle participe à plusieurs événements littéraires dont le festival Québec en toutes lettres,. Elle signe également des textes dans plusieurs revues dont Estuaire en plus de participer à des publications collectives dont Femmes rapaillées (Mémoire d'encrier, 2016) ainsi que Ce qui existe entre nous (Éditions du passage, 2018).
Récipiendaire du Prix du premier recueil de poèmes de la Fondation pour la poésie (2013) ainsi que Prix littéraire Adrienne-Choquette (2020), elle est finaliste du Prix de la nouvelle Radio-Canada (2017, 2018), du Prix de création littéraire ainsi que du Prix de poésie Alain Grandbois (2016),,,.

## Œuvres

### Poésie
- Acquiescer au désordre, Montréal, L'Hexagone, 2012, 87 p.  (ISBN 9782896480173 et 9782896480180)
- Le regard est une longue montée, Montréal, L'Hexagone, 2015, 78 p. (ISBN 9782896480784)
- Comme on tue son chien, Montréal, Éditions du Noroît, 2017, 65 p. (ISBN 9782897660574)
- Si crue que tu pourrais y mordre, Montréal, Éditions du Noroît, 2019, 74 p. (ISBN 9782897661939 et 9782897661946)

### Nouvelles
- La vie au-dehors, Montréal, Éditions Boréal, 2019, 165 p. [Réédition : Longueuil, Point-par-Point, 2020] (ISBN 9782764625903, 2764625901 et 9782764635902)
- Votre arrêt n'est pas desservi, Québec, Boréal, coll. « Nouvelles », mars 2023, 136 p. (ISBN 9782764627532)

## Prix et honneurs
- 2013 - Récipiendaire : Prix du premier recueil de poèmes de la Fondation pour la poésie (pour Acquiescer au désordre)[14]
- 2017 - Finaliste : Prix de la nouvelle Radio-Canada (pour La clef de la barbe bleue)[15]
- 2016 - Finaliste : Prix Alain-Grandbois (pour Le regard est une longue montée)[13]
- 2018 - Finaliste : Prix de la nouvelle Radio-Canada (pour La chute du canard)[3]
- 2020 - Finaliste : Prix de création littéraire (pour La Vie au-dehors)[12],[16]
- 2020 - Récipiendaire : Prix littéraire Adrienne-Choquette (pour La Vie au-dehors)[11],[17]